# Humphrey de Bohun, 2. Earl of Hereford

Wappen der Familie Bohun

Humphrey de Bohun, 2. Earl of Hereford, genannt der Gute (* vor 1208; † 24. September 1275), war ein englischer Magnat sowie erblicher Lord High Constable von England. 

## Herkunft
Humphrey IV. de Bohun entstammte der anglonormannischen Familie Bohun. Er war der älteste Sohn von Henry de Bohun, 1. Earl of Hereford und von Maud de Mandeville, einer Tochter von Geoffrey fitz Peter. Sein Vater starb im Juni 1220. Auf Bitten seines Großonkels, König Alexander II. von Schottland und der englischen Barone wurde dem noch minderjährigen Bohun erlaubt, die Besitzungen seiner Familie, die vor allem in den Welsh Marches und in Wiltshire lagen, zu übernehmen. Dazu gehörten Caldicot Castle in Südwales sowie ein Teil der Honour of Trowbridge. Durch die Heirat seines Großvaters Humphrey III. de Bohun mit Margaret, einer Schwester von König Wilhelm von Schottland, besaßen die Bohuns auch beträchtlichen Grundbesitz in Schottland.

## Leben
Im Februar 1225 bezeugte Bohun die Anerkennung der Magna Carta durch König Heinrich III. Vermutlich im Oktober 1225 erhob ihn der König zum Earl of Hereford. Nach dem Tod von William FitzGeoffrey de Mandeville, 3. Earl of Essex 1227 wurde Bohuns Mutter, die Schwester des Earls, Countess of Essex. Nach ihrem Tod im August 1236 erbte Bohun ihren Titel sowie die Honour und die Burg von Pleshey in Essex. 
1227 gehörte Bohun zum Bündnis der Earls of Cornwall, Chester und Pembroke, als diese sich kurzzeitig gegen König Heinrich III., vor allem aber gegen den Justiciar Hubert de Burgh zusammenschlossen. 1230 nahm er jedoch am vergeblichen Feldzug des Königs in die Bretagne teil. 1237 unternahm er eine Pilgerreise nach Santiago de Compostela in Nordspanien. 1239 war er einer der neun Taufpaste des Prinzen Eduard, des ältesten Sohns des Königs. Von 1239 bis 1241 diente er als Sheriff von Kent und Constable von Dover Castle. 1242 nahm er am Feldzug des Königs ins Poitou teil und 1245 am erfolgreichen Feldzug nach Wales. 1246 gehörte er zu den englischen Baronen, die in einem Brief an den Papst die Eigenständigkeit der englischen Kirche zu verteidigen suchten. 1250 gelobte er, einen Kreuzzug zu unternehmen, doch unternahm er keine konkreten Anstalten dafür. 
Als 1251 Simon de Montfort, 6. Earl of Leicester sich für seine Tätigkeit als Seneschall der Gascogne erfolgreich vor dem König verteidigte, wurde Bohun ein Unterstützer Montforts. Als Bohun 1253 an einem erneuten Feldzug des Königs in die Gascogne teilnahm, empörte er sich über die Art, wie die Lusignans, die Halbbrüder des Königs, Gruppen von walisischen Söldnern kollektiv bestraften, ohne ihre Vergehen vor ein ordentliches Kriegsgericht zu bringen. Als Lord High Constable hätte Bohun diesem Gericht vorgestanden, weshalb er mit anderen Baronen verärgert nach England zurückkehrte. Im Englisch-Walisischen Krieg ab 1256 verteidigte er nach der englischen Niederlage in der Schlacht von Cymerau 1257 mit anderen Baronen die Welsh Marches gegen Angriffe der Waliser.
Humphrey schloss sich 1258 der Adelsopposition unter Simon de Montfort gegen den König an und wirkte an der Ausarbeitung der Provisions of Oxford mit. Er wurde in den Rat der Fünfzehn gewählt. Obwohl er durch seine beiden Frauen Verbindungen zur Gascogne hatte, war er mit der französischen Verwandtschaft des Königs verfeindet und wurde deshalb beauftragt, die Verbannung der französischen Verwandten des Königs aus England durchzusetzen. 1261 überwarf er sich jedoch mit Simon de Montfort und schloss sich wieder dem König an, der ihn nach dem Tod von Richard de Clare, 5. Earl of Hertford zwischen Juli 1262 und August 1263 mit der Verwaltung von dessen walisischen Besitzungen Usk und Glamorgan betraute. Während des offenen Zweiten Kriegs der Barone wurde Bohun als Anhänger des Königs im Mai 1264 in der Schlacht von Lewes gefangen genommen, während sein Sohn Humphrey V. auf der Seite der rebellischen Barone gekämpft hatte. In der Schlacht von Evesham 1265, in der der König Montfort und die Rebellen entscheidend schlagen konnte, geriet dagegen sein Sohn in Gefangenschaft, in der er im Oktober 1265 starb. Bohun nahm daraufhin die Besitzungen seines Sohns wieder unter seine Verwaltung. 1265 wurde er königlicher Verwalter der City of London und 1266 diente er beim Dictum of Kenilworth, das die Gegner des Zweiten Kriegs der Barone aussöhnen sollte, als Schlichter.  
Bohun war ein regelmäßiger, jedoch nicht verschwenderischer Gönner von Klöstern. Er übergab Stiftungen an Llanthony Priory in Monmouthshire, an Walden Abbey, einer Abtei der Mandevilles in Essex, sowie kurz vor seinem Tod an die Nonnen von Lacock Abbey in Wiltshire. Nach seinem Tod wurde er in der Llanthony Priory begraben. Kurz vor seinem Tod hatte Bohun die Honour of Pleshey seinem jüngeren Sohn Henry de Bohun übertragen. Den Großteil seines Besitzes erbte sein Enkel Humphrey VI., der Sohn des 1265 gestorbenen Humphrey V.

## Familie und Nachkommen
Bohun war zweimal verheiratet. In erster Ehe heiratete er 1238 Matilda, eine Tochter von Raoul de Lusignan, Graf von Eu († 1219) und von dessen Frau Alice. Seine Frau brachte als Mitgift Grundbesitz in Kent mit in die Ehe, sie starb bereits am 14. August 1241 und wurde in Llanthony begraben. In zweiter Ehe heiratete er Matilda of Avebury, sie starb am 8. Oktober 1273 in Sorges in der Dordogne. Aus seinen Ehen hatte Bohun mindestens vier Söhne und vier Töchter, wobei jedoch nicht bei allen bekannt ist, auch welcher Ehe sie stammen. Aus der ersten Ehe hatte er folgende Kinder:
- Humphrey de Bohun († 27. Oktober 1265 in Beeston Castle)
- Maud de Bohun († 20. Oktober 1252), ⚭ (1) Anselm Marshal, 6. Earl of Pembroke († 1245), ⚭ (2) Roger de Quincy, 2. Earl of Winchester († 1265)
- Alice de Bohun, ⚭ Roger V. de Toeni (Haus Tosny)

Zu seinen weiteren Kindern gehörten:
- Henry de Bohun
- John de Bohun
- Savaric de Bohun